# Октябрьский район (Ростов-на-Дону)

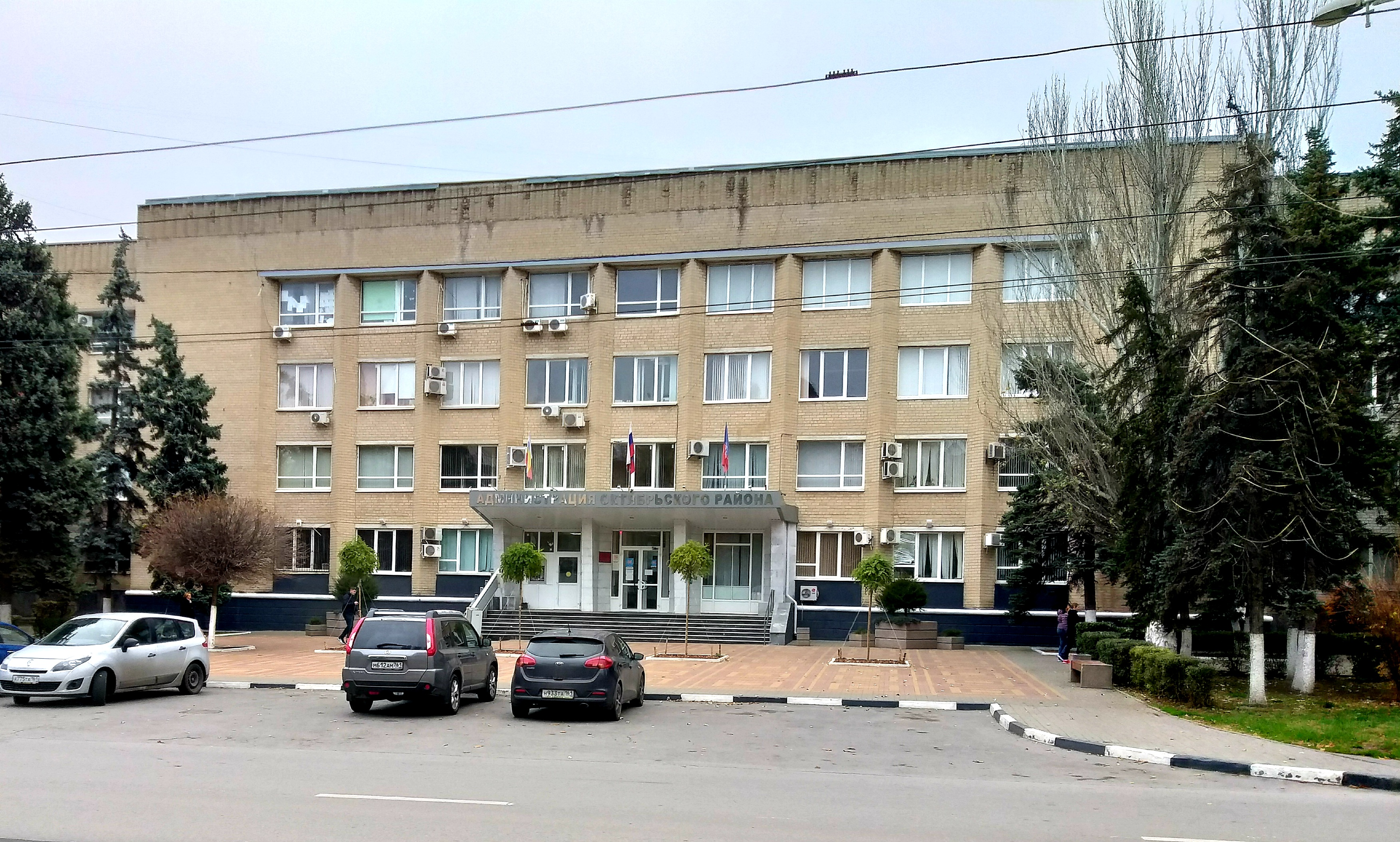
Администрация Октябрьского района (Ростов-на-Дону)

Октябрьский район — административно-территориальная единица, один из 8 районов города Ростова-на-Дону. Был образован в августе 1937 года.
Граничит с Советским, Ленинским, Кировским и Ворошиловским районами города и Мясниковским районом Ростовской области. Занимает площадь 49,5 км².

## История
В 1937 году в Ростове-на-Дону были разукрупнены все районы. Так, из Андреевского, Ленинского и Кировского районов выделен новый Октябрьский район.
В состав Октябрьского района входили Рабочий городок, а также посёлки Каменоломни, Северный, Новый Город, Безымянная Балка, Посёлок имени Крупской и посёлок Транспортник.
Ранее, на территории Октябрьского района располагались бывшие крупные предприятия Ростова-на-Дону: обувная фабрика, консервный завод «Смычка» (ныне на его территории расположен одноимённый ЖК), завод металлоконструкций, комбинат прикладного искусства, винно-водочный завод.
В 1985 году из состава Октябрьского района был выделен новый административный район города — Ворошиловский.
В настоящее время Октябрьский район включает посёлки Каменка, Военвед, жилой комплекс «50 лет Победы», жилой район «Рабочий городок», а также Стройгородок и новый жилой микрорайон «Суворовский». 
Основными центральными магистралями Октябрьского района являются: Будённовский проспект, проспект Ленина, улицы Вавилова, Таганрогская, Стадионная, Ларина, Немировича-Данченко, Шеболдаева, Нансена. 
Главные площади района: имени Гагарина, Комсомольская, Народного ополчения (бывшая Юбилейная), имени 2-й Пятилетки. 

## Население
| 1959     | 1970     | 1979     | 1989     | 2002     | 2009     | 2010     |
| -------- | -------- | -------- | -------- | -------- | -------- | -------- |
| 97 509   | ↗154 702 | ↗197 862 | ↘137 612 | ↗153 652 | ↘152 009 | ↗160 591 |
| 2012     | 2013     | 2014     | 2015     | 2016     | 2017     | 2018     |
| ↗163 706 | ↗165 874 | ↗166 153 | ↗167 358 | ↗167 620 | ↗167 851 | ↗168 157 |
| 2019     | 2020     | 2021     |          |          |          |          |
| ↘167 935 | ↘167 596 | ↘166 252 |          |          |          |          |

## Наука и образование
- 6 научно-исследовательских институтов, два из которых — «СевкавНИПИагропром» и «НИИ акушерства и педиатрии» осуществляют свою деятельность на всей территории юга России;
- Ростовский государственный университет путей сообщений, Донской государственный технический университет.
- Ростовский колледж искусств, училище олимпийского резерва, музыкальный колледж, профессиональное училище №7.
- 14 средних общеобразовательных учебных учреждений (9 общеобразовательных школ, 3 гимназии и 2 лицея);
- 18 дошкольных образовательных учреждений.

## Лечебно-профилактические учреждения
- Городская больница №1 имени Н.А. Семашко.
- Городская больница №8
- Поликлиника №12
- Детские поликлиники №6 и №18.
- Госпиталь Министерства обороны РФ №1602
- Поликлиника №41 (МО РФ).
- Санаторий «Надежда».

## Культура и спорт
- Библиотек — 8
- Клубов и дворцов культуры — 3
- Плавательных бассейнов — 5
- Спортзалов — 30
- Стадионов «Труд»

## Достопримечательности района

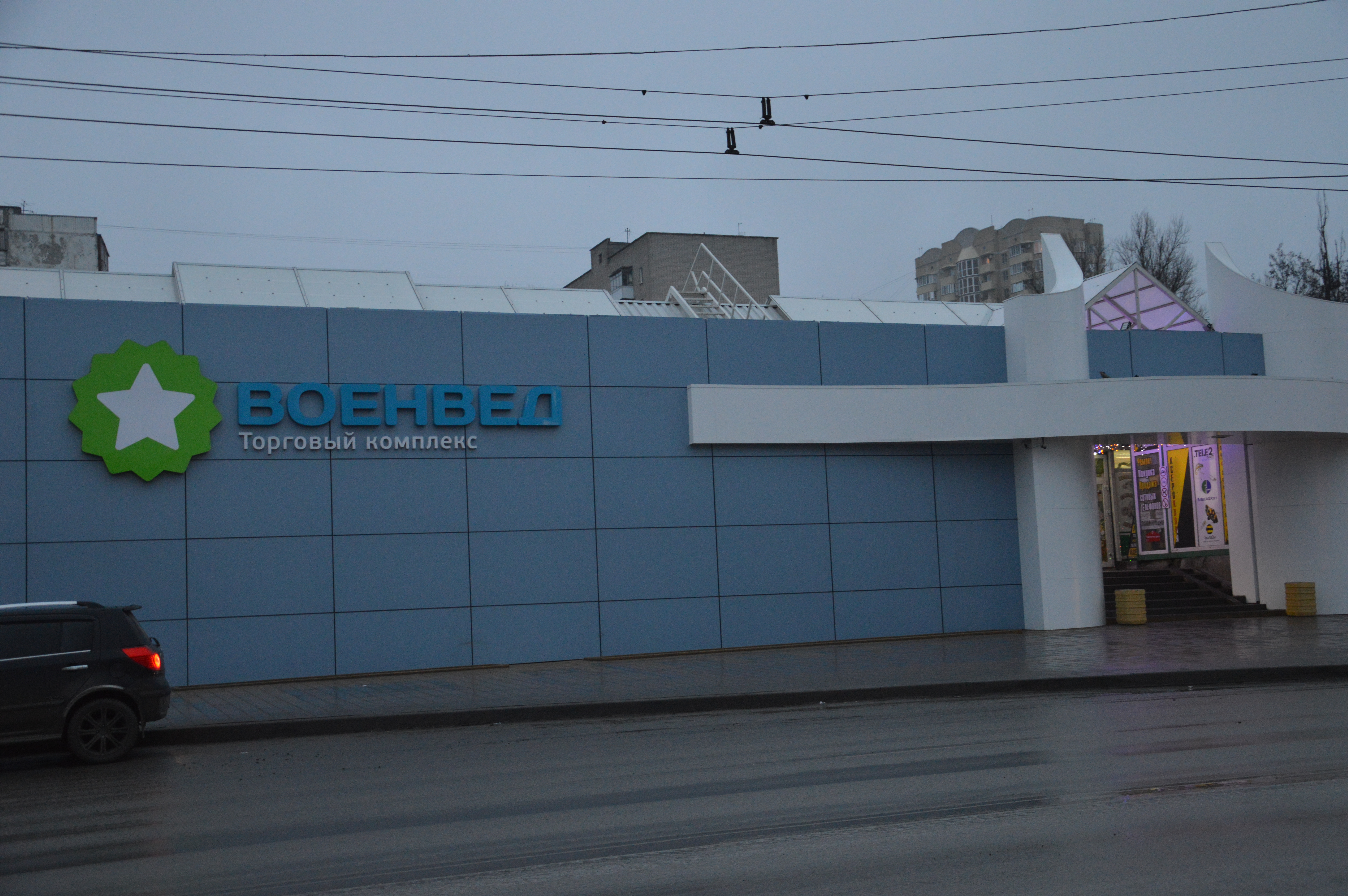
Торговый центр Военвед

- Ростовский зоопарк — входит в тройку крупнейших зоопарков России. В его коллекции содержится более 450 видов животных, многие из которых занесены в «Красную книгу».
- Мемориал-памятник «Стела комсомольцам Дона» на Комсомольской площади.
- Памятник Ю.А. Гагарину на одноимённой площади.
- Доходный дом И. М. Трофименко
- Парк культуры и отдыха имени Октября, парк имени К.И. Чуковского, Студенческий и Комсомольский парки.
- В 1993 году реконструирован и вновь действует Иверский женский монастырь, основанный в 1903 году.
- Памятник «Авиаторам всех поколений»[20] на Таганрогской улице (открыт в 2018 году).